# Crematogaster larreae
Crematogaster larreae es una especie de hormiga acróbata del género Crematogaster, familia Formicidae. Fue descrita científicamente por Buren en 1968.
Se distribuye por América del Norte, en los Estados Unidos. Se ha encontrado a elevaciones que van desde los 579 hasta los 1400 metros de altura.
Habita en el desierto de Chihuahua donde se ha registrado. También frecuenta diversos microhábitats como la vegetación baja, en Ferocactus acanthodes y en algunos arbustos como Larrea.